# Giả thuyết chi phí da giày
Giả thuyết chi phí da giày là một giả thuyết của trường phái kinh tế học Keynes mới nhằm khẳng định rằng giá cả cứng nhắc trong ngắn hạn là do có sự tồn tại của chi phí để điều chỉnh giá cả.
Giả thuyết xuất phát từ thuật ngữ kinh tế "chi phí da giày" để chỉ một kiểu tác hại của lạm phát. Thuật ngữ này mượn hình ảnh khi giá cả tăng lên người ta phải đến ngân hàng thường xuyên hơn để rút tiền về tiêu và việc đi lại nhiều hơn này làm cho giày chóng bị rách hơn.
Giả thuyết chi phí da giày biện luận rằng việc phản ứng trước những thay đổi của giá cả của một bộ phận các hàng hóa trên thị trường là chi phí cơ hội (thời gian, sức lực, nguồn lực khác) của doanh nghiệp. Do đó, doanh nghiệp nhất thời (hay trong ngắn hạn) có thể không tăng giá sản phẩm của mình; và do đó, giá cả chung của thị trường có thể thay đổi rất chậm trong ngắn hạn.